# Mauvezin (Haute-Garonne)
Mauvezin település Franciaországban, Haute-Garonne megyében. Lakosainak száma 85 fő (2022. január 1.). Mauvezin Agassac, Ambax, Castelgaillard, Frontignan-Savès, Goudex, Martisserre és Saint-Lizier-du-Planté községekkel határos.

## Népesség
A település népességének változása:
| Lakosok száma | 99   | 79   | 57   | 63   | 88   | 90   | 93   | 89   | 87   | 85   |
|               | 1968 | 1982 | 1990 | 2006 | 2013 | 2015 | 2017 | 2019 | 2020 | 2022 |